# Falkenhäger See
Der Falkenhäger See ist ein See nordöstlich von Neu Falkenhagen, einem Ortsteil von Waren (Müritz) im Landkreis Mecklenburgische Seenplatte in Mecklenburg-Vorpommern. Das Gewässer ist knapp einen Hektar groß und liegt auf 64,8 m ü. NHN. Die maximale Ausdehnung des annähernd ovalen Sees beträgt 160 Meter mal 85 Meter. Der Stadtgraben durchfließt den Falkenhäger See und leitet sein Wasser weiter in den Tiefwarensee. Der See ist vollständig von Sumpfland umgeben und liegt im Naturschutzgebiet Ostufer Tiefwaren – Falkenhäger Bruch. In geringer Entfernung verläuft die Landesstraße 202 östlich am See vorbei.

## Nachweise
1. ↑  Geodatenviewer des Amtes für Geoinformation, Vermessungs- und Katasterwesen Mecklenburg-Vorpommern (Hinweise)